# フッ化ウラン(V)
フッ化ウラン(V)または五フッ化ウランは化学式 UF5 で表されるウランとフッ素の化合物である。 淡黄色の固体で常磁性である。結晶はα-UF5 と  β-UF5 の2つの多形を持つ。

## 合成と構造
六フッ化ウランを一酸化炭素とともに加熱して還元すると生成する。
{\displaystyle {\ce {2UF6\ + CO -> 2UF5\ + COF2}}}
他の還元剤を利用することもできる。
α相はウラン原子と5つのフッ化物イオンが八面体をなし、フッ化物イオンの1つが次のウラン原子との架橋配位子となって直鎖状の配位高分子を形成している。 この構造はフッ化バナジウム(V)と同じである。
β相ではウランを中心とした二面冠正方逆プリズム構造をとる。β相は130 ℃でα相に変化する。

## UF5単量体
六フッ化ウランを紫外線で光分解するとフッ化ウラン(V)の単分子を得ることができる。これは四角錐構造をとると考えられている。

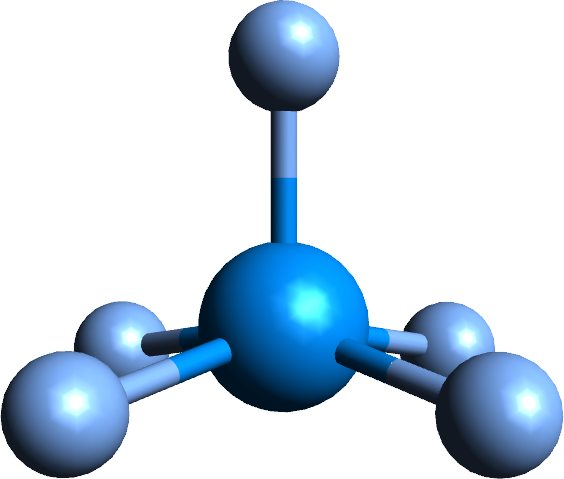
UF_{5} の分子構造